# Biesland (Maastricht)
Biesland est un quartier la commune de Maastricht, dans la province du Limbourg néerlandais.

## Géographie
Biesland est bordé par les quartiers de Jekerkwartier, Jekerdal, Sint-Pieter, Campagne et Mariaberg.

## Patrimoine
L'imposante église de Sainte Thérèse de 1934 est construit en pierre calcaire. En face se trouve l'ancienne école de ménage du même architecte, Hubert van Groenendael. Un autre monument récent est l'ancienne usine de cigares Philips sur Tongerseweg. Les façades en briques expressionniste de 1921 sont de l'architecte J. London. Plus loin sur Tongerseweg se trouve l'ancien couvent des Frères de Maastricht de 1909. Sur la Champs Elyséesweg se trouvent de belles maisons de W. Sandhövel, Frans Dingemans et Theo Teeken.
Dans le parc Waldeck se trouve le Waldeckbastion, vestige des fortifications de Maastricht.

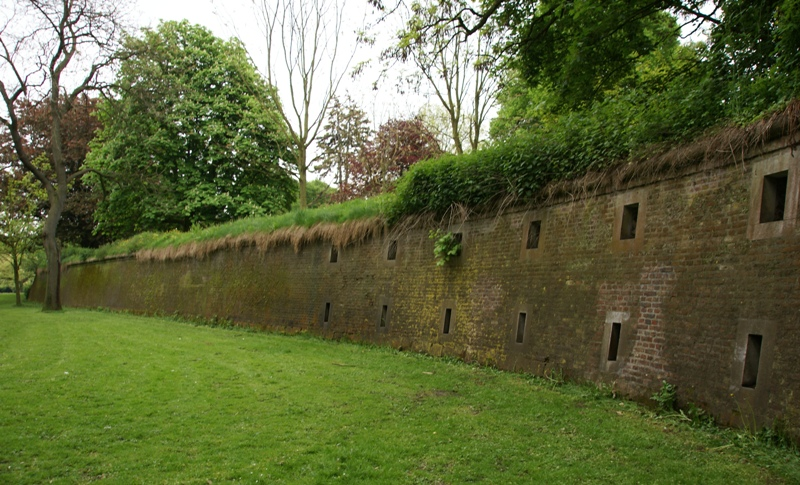
Le Bastion.
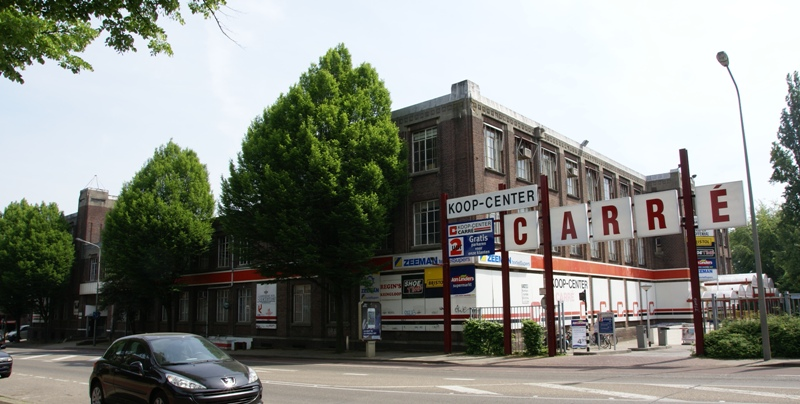
Monument national 506733, usine de tabac Philips.
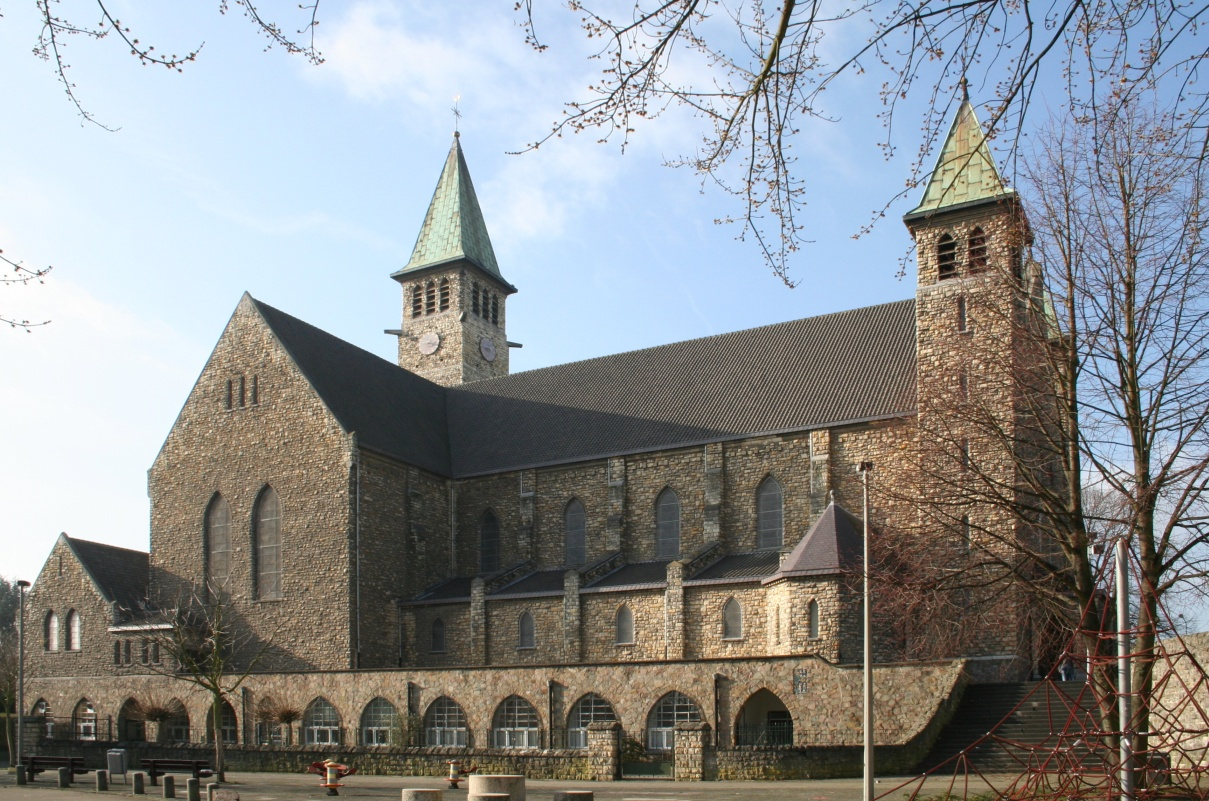
Église Sainte Thérèse.
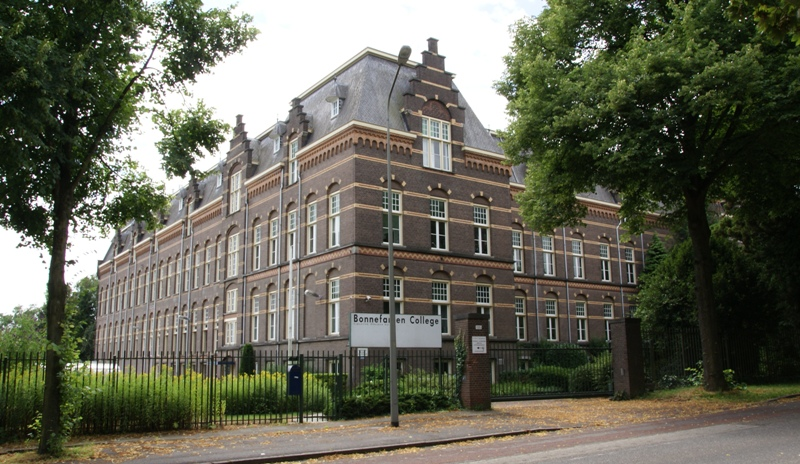
Monument national 506723, ancien couvent des frères de Maastricht.
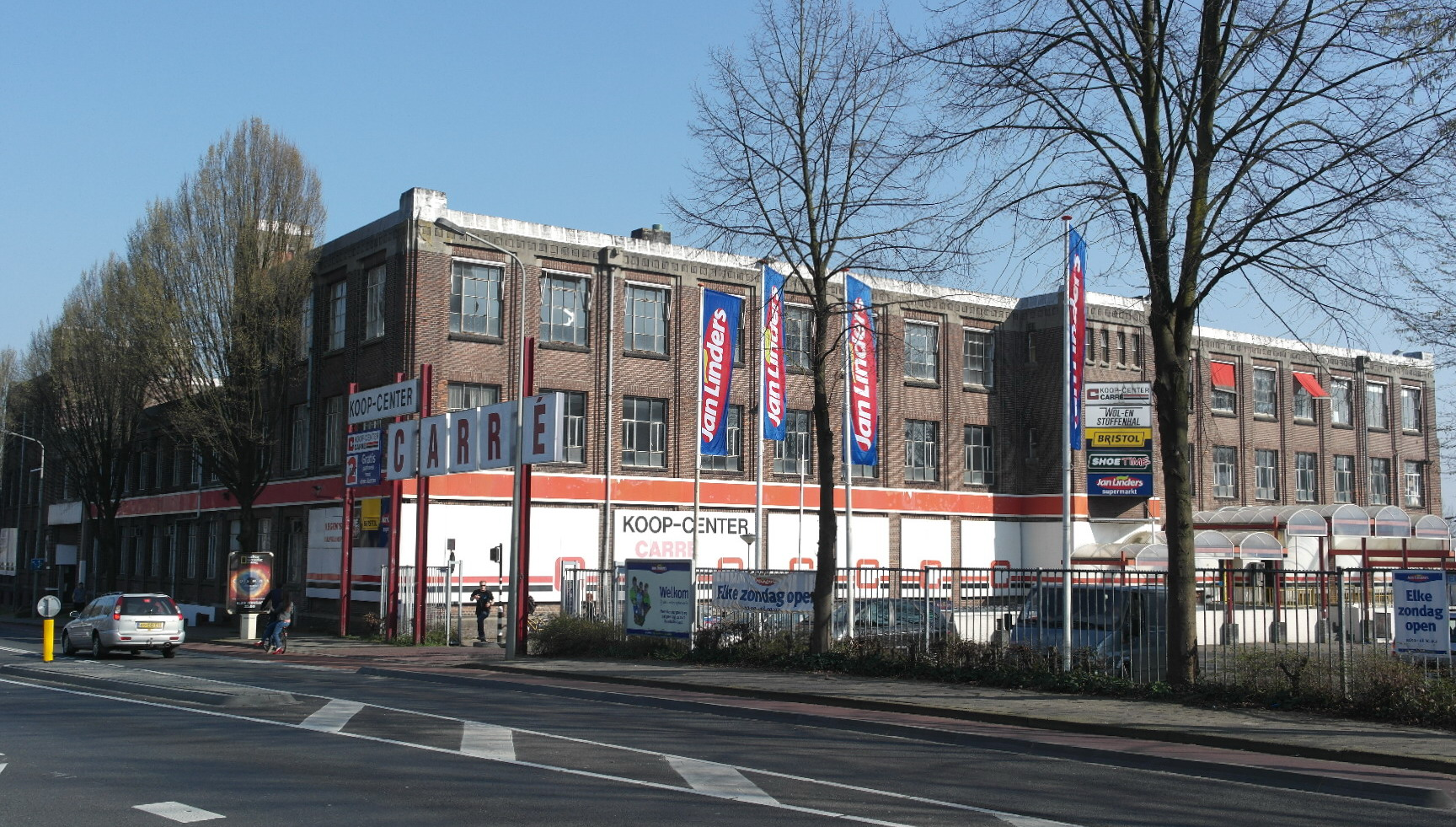
Usine à tabac Philips.
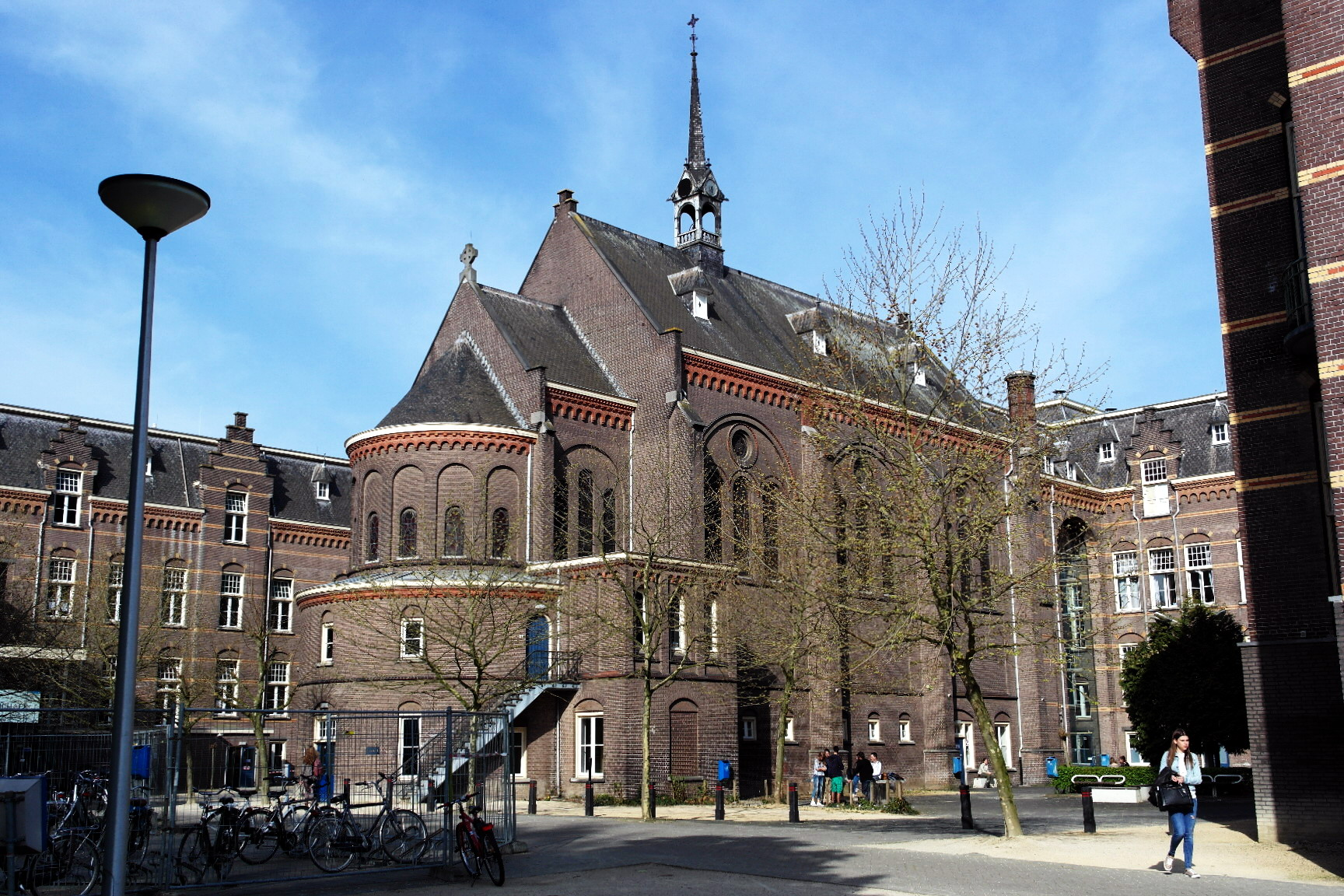
Collège Trichter.
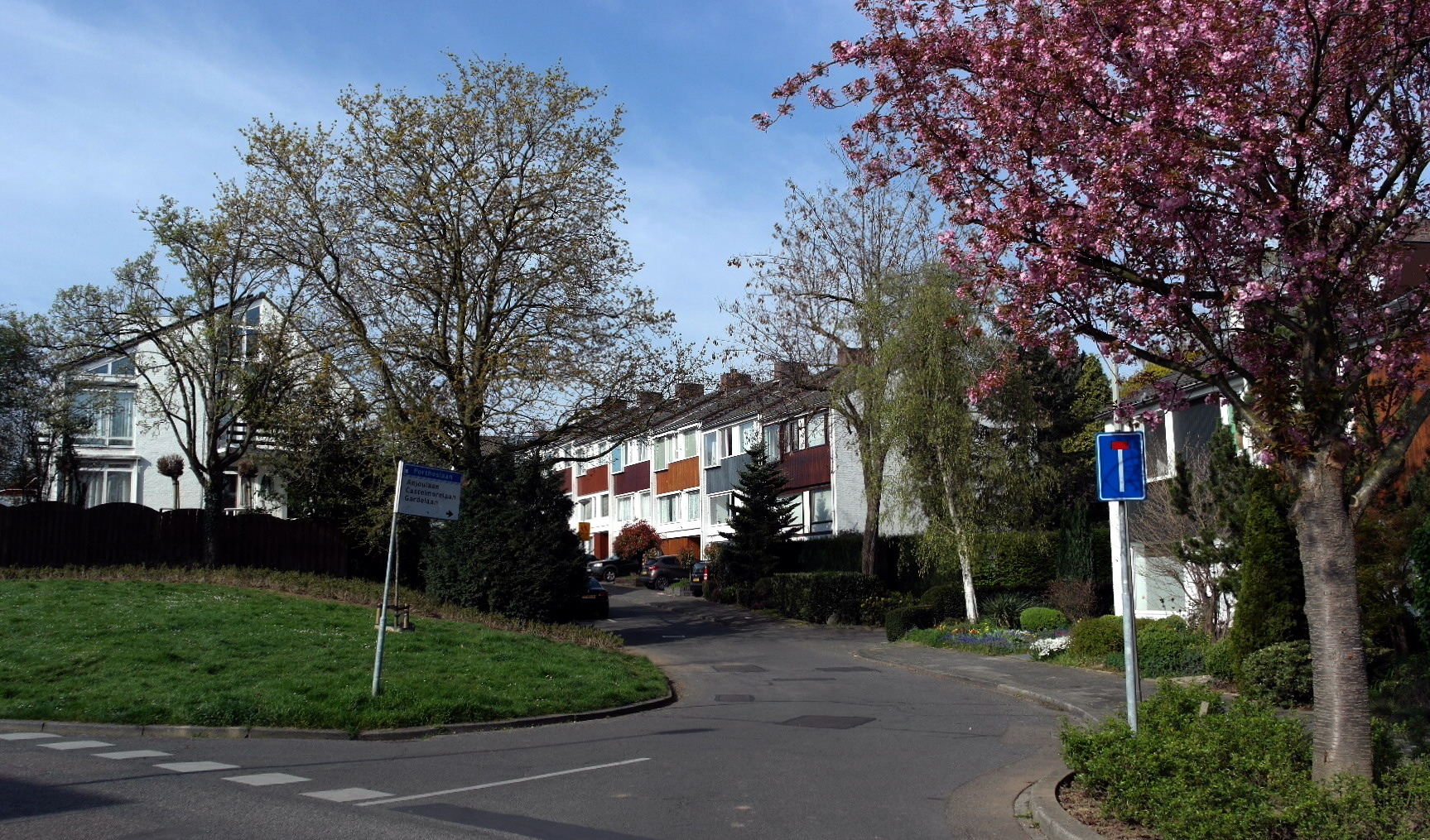
Rue de Biesland.

## Services
Le quartier n'a pas beaucoup d'établissements privés. Il y a un petit centre commercial et plusieurs restaurants. Il y a aussi des écoles, l'église paroissiale Sainte-Thérèse et une maison de repos (Saint Gerlachus).
Cependant, il y a des parcs : le parc Waldeck et le Westelijke Jekeroever ; et une piscine de plein air.
Biesland est un quartier relativement aisé.

## Sources
- (en) Cet article est partiellement ou en totalité issu de l’article de Wikipédia en anglais intitulé « Biesland (Maastricht) » (voir la liste des auteurs).

## Compléments